# NGC 2333
NGC 2333 is een spiraalvormig sterrenstelsel in het sterrenbeeld Tweelingen. Het hemelobject werd op 4 februari 1793 ontdekt door de Duits-Britse astronoom William Herschel.

## Synoniemen
- UGC 3689
- MCG 6-16-20
- ZWG 176.18
- IRAS07050+3515
- PGC 20223